# Hiesse
 Hiesse  es una comuna y población de Francia, en la región de Poitou-Charentes, departamento de Charente, en el distrito de Confolens y cantón de Confolens Norte.
Su población en el censo de 1999 era de 277 habitantes.
Está integrada en la Communauté de communes du Confolentais .

## Demografía
| 445 | 422 | 383 | 342 | 295 | 277 |
| Para los censos de 1962 a 1999 la población legal corresponde a la población sin duplicidades (Fuente: INSEE [Consultar]) |     |     |     |     |     |